# Bartosz Połoński
Bartosz Połoński (ur. 1981 w Wilnie) – polsko-litewski pisarz, scenarzysta, programista, twórca interaktywnych filmów krótkometrażowych i gier komputerowych.
Ukończył studia w zakresie multimediów w Akademii Sztuk Pięknych w Wilnie oraz w zakresie intermediów w Akademii Sztuk Pięknych w Poznaniu. Autor powieści Robczik opowiadającej o współczesnych losach wileńskiej młodzieży polskiego pochodzenia. Utwór został napisany zbiorem zindywidualizowanych idiolektów czerpiących z gwary młodzieży wileńskiej (ze znaczną obecnością rusycyzmów, lituanizmów i anglicyzmów). 
Powieść spotkała się z różnorodną reakcją krytyki; w większości pozytywną. Ziemowit Szczerek nazwał Robczika „rzeczą rewolucyjną, przywracającą Wileńszczyznę do świadomości czytelników”. W 2023 roku na podstawie powieści w Polskim Teatrze w Wilnie została wystawiona sztuka teatralna. W 2024 roku premierę miało litewskie wydanie książki.